# Glauco Cambon
Glauco Cambon (Trieste, 13 agosto 1875 – Biella, 7 marzo 1930) è stato un pittore italiano.

## Biografia
Nato a Trieste nel 1875, era figlio di Luigi Cambon (1838 - 1904), noto avvocato e deputato nel Parlamento di Vienna, e di  Elisa Tagliapietra, che aveva uno dei frequentati salotti cittadini. Dopo aver iniziato gli studi classici nella sua città natale, si trasferì a Monaco di Baviera e si iscrisse nel 1892 alla locale Accademia e solo dopo pochi mesi di frequenza, nel gennaio 1893, ottenne la menzione d'onore nel concorso di composizione con il dipinto La Musica. Rimase a Monaco fino al 1895, per poi trasferirsi a Roma per completare gli studi dal 1900 al 1905. Partecipò alle Biennali di Venezia del 1897 e del 1907, prima con il pastello Ritratto di signora e poi con il Ritratto dell'artista Benussi.
Dopo il 1905, rientrato a Trieste, vi rimase fino allo scoppio della prima guerra mondiale; durante questo periodo si interessò anche alla cartellonistica pubblicitaria. Assiduo lettore di Gabriele D'Annunzio, rifiutò le proposte di Tommaso Marinetti che voleva introdurlo nel Futurismo, per rimanere fedele al proprio ideale passatista.
Riparato a Milano, si sposò con la pittrice Gilda Pansiotti e vi rimase stabilmente. Morì improvvisamente a Biella nel 1930, dove si era recato per l'esecuzione di un ritratto.

### Opere
- Il velo azzurro, olio su cartone, 1907, 55 x 95 cm, Museo Revoltella, Trieste [2]